# Cơ quan Tình báo chiến lược
Cơ quan Tình báo Chiến lược (tiếng Anh: Office of Strategic Services, viết tắt tiếng Anh: OSS) là một cơ quan tình báo thời chiến của Hoa Kỳ trong thế chiến II, và tiền thân của Cơ quan Tình báo Trung ương (CIA). OSS được thành lập như một cơ quan của Hội đồng Tham mưu trưởng liên quân (JCS) để phối hợp các hoạt động gián điệp đằng sau các dòng kẻ thù cho tất cả các chi nhánh của Lực lượng Vũ trang Hoa Kỳ. Các chức năng OSS khác bao gồm việc sử dụng tuyên truyền, lật đổ và lập kế hoạch sau chiến tranh. Vào ngày 14 tháng 12 năm 2016, tổ chức đã được vinh danh chung với Huy chương vàng của Quốc hội.

## Nguồn gốc

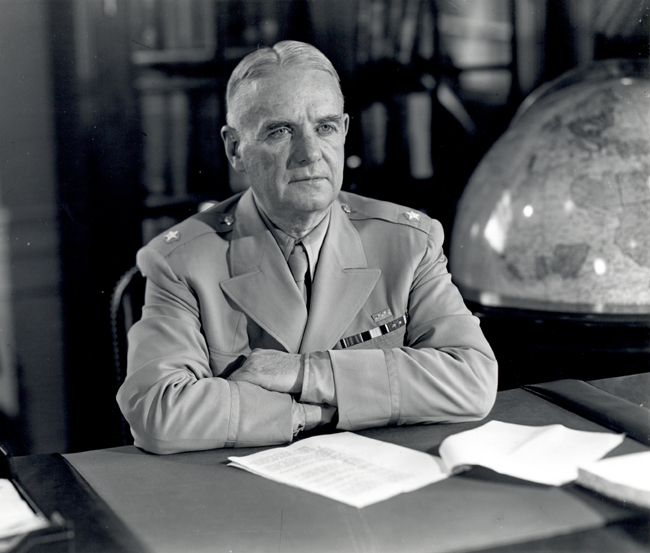
William J. Donovan